# Zmeinogorszki járás
A Zmeinogorszki járás (oroszul Змеиногорский район) Oroszország egyik járása az Altaji határterületen. Székhelye Zmeinogorszk.

A Zmeinogorszki járás az Altaji határterületen

## Népesség
- 1989-ben 12 604 lakosa volt.
- 2002-ben 12 317 lakosa volt, melyből 11 658 orosz, 323 német, 88 ukrán, 69 mari, 23 fehérorosz, 18 kazah, 16 örmény, 15 tabaszaran stb.
- 2010-ben 21 022 lakosa volt.